# Paso Palomeque
Paso Palomeque ist eine Ortschaft in Uruguay.

## Geographie
Sie befindet sich im Westen des Departamento Canelones in dessen Sektor 1. Paso Palomeque grenzt dabei an die westlich gelegene Departamento-Hauptstadt Canelones.

## Infrastruktur
Durch die Ortschaft führt die Ruta 64.

## Einwohner
Die Einwohnerzahl von Paso Palomeque beträgt 98. (Stand: 2011)
| Jahr | Einwohner |
| ---- | --------- |
| 1963 | 124       |
| 1975 | 142       |
| 1985 | 138       |
| 1996 | 195       |
| 2004 | 132       |
| 2011 | 98        |

Quelle: Instituto Nacional de Estadística de Uruguay